# Liste du patrimoine immobilier classé de Soignies
Cette page regroupe l'ensemble du patrimoine immobilier classé de la ville belge de Soignies.
| Objet | Année de construction / Architecte | Adresse                               | Section communale | Coordonnées                      | Numéro d’inventaire | Illustration |
| --- | ---------------------------------- | ------------------------------------- | ----------------- | -------------------------------- | ------------------- | --- |
| Chapelle du Marais Tilleriaux, à Soignies |                                    |                                       |                   | 50° 34′ 54″ nord, 4° 04′ 45″ est | 55040-CLT-0001-01   | Chapelle du Marais Tilleriaux, à Soignies |
| La façade de l'immeuble sis Grand Place n° 9 à Soignies |                                    |                                       |                   | 50° 34′ 48″ nord, 4° 04′ 12″ est | 55040-CLT-0002-01   | Image manquanteTéléverser |
| L'église Saint-Vincent, à Soignies |                                    |                                       |                   | 50° 34′ 46″ nord, 4° 04′ 14″ est | 55040-CLT-0003-01   | L'église Saint-Vincent, à Soignies |
| Collégiale Saint-Vincent: |                                    |                                       |                   | 50° 34′ 45″ nord, 4° 04′ 12″ est | 55040-CLT-0004-01   | Collégiale Saint-Vincent: |
| Ancienne chapelle du vieux cimetière de Soignies (M) ainsi que l'ensemble formé par ladite chapelle et le vieux cimetière qui l'entoure, y compris la porte d'entrée et les monuments funéraires, petites chapelle votives et calvaire, qui s'alignent le long des sentiers et allées (S)                 |                                    |                                       |                   | 50° 34′ 51″ nord, 4° 04′ 16″ est | 55040-CLT-0005-01   | vieux cimetière de Soignies |
| Le quadrilatère formé par les anciens bâtiments conventuels, le cloître et la chapelle du couvent des Sœurs Franciscaines, à Soignies |                                    |                                       |                   | 50° 34′ 35″ nord, 4° 04′ 17″ est | 55040-CLT-0006-01   | Le quadrilatère formé par les anciens bâtiments conventuels, le cloître et la chapelle du couvent des Sœurs Franciscaines, à Soignies                                                                                  |
| Les façades et les toitures de l'immeuble sis rue Scaffart, n°3 à Soignies |                                    |                                       |                   | 50° 34′ 46″ nord, 4° 04′ 06″ est | 55040-CLT-0007-01   | Image manquanteTéléverser |
| L'église Saint-Martin, à Horrues |                                    |                                       |                   | 50° 36′ 31″ nord, 4° 02′ 34″ est | 55040-CLT-0008-01   | L'église Saint-Martin, à Horrues |
| L'église Notre-Dame à Chaussée-Notre-Dame-Louvignies |                                    |                                       |                   | 50° 35′ 33″ nord, 3° 59′ 55″ est | 55040-CLT-0009-01   | L'église Notre-Dame à Chaussée-Notre-Dame-Louvignies |
| Chapelle Saint-Roch, située rue de l'Ecole Moderne à Soignies |                                    |                                       |                   | 50° 34′ 36″ nord, 4° 04′ 31″ est | 55040-CLT-0010-01   | Image manquanteTéléverser |
| Totalité du Modern Hôtel sis rue de la Station n°73 à Soignies |                                    |                                       |                   | 50° 34′ 29″ nord, 4° 04′ 07″ est | 55040-CLT-0011-01   | |
| Les fragments de remparts situés à l'angle de la rue Neuve et de la Place du Jeu de Balle et à l'angle des rues Neuve et Félix Eloy à Soignies ainsi que les fragments non cadastrés sis le long de la place du Jeu de Balle entre les confins de la parcelle 398 B et l'orée de la rue Chanoine Scarmure |                                    |                                       |                   | 50° 34′ 44″ nord, 4° 04′ 24″ est | 55040-CLT-0012-01   | Image manquanteTéléverser |
| Ancienne carrière Saint-Vincent, à Soignies |                                    |                                       |                   | 50° 34′ 12″ nord, 4° 06′ 09″ est | 55040-CLT-0013-01   | Image manquanteTéléverser |
| Les façades et les toitures du corps de logis de l'immeuble sis rue Haute, N°9 à Soignies |                                    |                                       |                   | 50° 35′ 06″ nord, 3° 59′ 05″ est | 55040-CLT-0014-01   | Les façades et les toitures du corps de logis de l'immeuble sis rue Haute, N°9 à Soignies |
| Les remparts du Vieux Cimetière, à Soignies, y compris les pavillons de jardins inscrits dans ladite muraille (à l'exclusion du mur de soutènement bordant la voirie piétonne) (M) ainsi que l'ensemble formé par ces remparts et leurs abords, à Soignies (S)                                            |                                    |                                       |                   | 50° 34′ 51″ nord, 4° 04′ 23″ est | 55040-CLT-0015-01   | Image manquanteTéléverser |
| Grande carrière Wincqz: bureaux, ateliers, scierie, engins et outillage | 1840-1850                          | Rue Mademoiselle Hanicq, nrs. 32 à 40 |                   | 50° 34′ 01″ nord, 4° 04′ 39″ est | 55040-CLT-0016-01   | Grande carrière Wincqz: bureaux, ateliers, scierie, engins et outillage |
| Les murs de clôture, les façades, toitures (charpentes comprises) ainsi que les voûtes et voussettes primitives de la ferme de l'abbaye, chemin de la chapelette n°35 (M). Etablissement d'une zone de protection (ZP)                                                                                    |                                    |                                       |                   | 50° 33′ 13″ nord, 3° 58′ 52″ est | 55040-CLT-0017-01   | Les murs de clôture, les façades, toitures (charpentes comprises) ainsi que les voûtes et voussettes primitives de la ferme de l'abbaye, chemin de la chapelette n°35 (M). Etablissement d'une zone de protection (ZP) |
| L'ensemble de l'église Saint-Vincent à l'exception de l'orgue (partie instrumentale et buffet) |                                    |                                       |                   | 50° 34′ 46″ nord, 4° 04′ 14″ est | 55040-PEX-0001-01   | L'ensemble de l'église Saint-Vincent à l'exception de l'orgue (partie instrumentale et buffet) |